# Liste des gouverneurs de Hokkaidō
Le gouverneur de Hokkaidō (北海道知事, Hokkaidō chiji) est le principal dirigeant élu de la préfecture d'Hokkaidō du Japon. La fonction est officiellement créée en 1947.

## Listes des gouverneurs[1]
| Nom                | Investiture   | Fin du mandat | Nombre de mandat(s) | Parti                          |
| ------------------ | ------------- | ------------- | ------------------- | ------------------------------ |
| Toshifumi Tanaka   | 21 avril 1947 | 22 avril 1959 | 3                   | Parti Socialiste japonais      |
| Kingo Machimura    | 23 avril 1959 | 22 avril 1971 | 3                   | Parti Libéral-démocrate        |
| Naohiro Dōgakinai  | 23 avril 1971 | 22 avril 1983 | 3                   | PLD (1971) puis Sans étiquette |
| Takahiro Yokomichi | 23 avril 1983 | 22 avril 1995 | 3                   | Sans étiquette                 |
| Tatsuya Hori       | 23 avril 1995 | 22 avril 2003 | 2                   | Sans étiquette                 |
| Harumi Takahashi   | 23 avril 2003 | 22 avril 2019 | 4                   | Sans étiquette                 |
| Naomichi Suzuki    | 23 avril 2019 |               |                     | Sans étiquette                 |

## Élections

### 1reélection(1947)
Le premier tour a lieu le 5 avril 1947 avec un taux de participation de 68,20 ％ (1 203 017 votants sur 1 764 022 inscrits).
| Nom                 | Âge | Sexe  | Nombre de voix | Pourcentage | Parti                                                                             | Notes                                   |
| ------------------- | --- | ----- | -------------- | ----------- | --------------------------------------------------------------------------------- | --------------------------------------- |
| Toshifumi Tanaka    | 37  | Homme | 384 770        | 31,98 ％    | PSJ                                                                               |                                         |
| Eiji Arima          | 65  | Homme | 304 524        | 25,31 ％    | Parti démocrate                                                                   |                                         |
| Hidetoshi Tomabechi | 64  | Homme | 259 126        | 21,54 ％    | Sans étiquette                                                                    | Parlementaire (à l'époque Représentant) |
| Chōji Hase          | 45  | Homme | 123 510        | 10,27 ％    | Sans étiquette                                                                    |                                         |
| Tsuyoshi Iwasa      | 46  | Homme | 35 783         | 2,97 ％     | Parti travailliste, démocratique et patriotique du Japon (日本民主主義愛國労働党) |                                         |
| Kikuzō Samo         | 53  | Homme | 11 286         | 0,94 ％     | Sans étiquette                                                                    |                                         |

Le second tour a lieu le 16 avril 1947 avec un taux de participation de 59,39 ％ (1 043 816 votants sur 1 757 523 inscrits).
| Nom              | Âge | Sexe  | Nombre de voix | Pourcentage | Parti           | Notes                      |
| ---------------- | --- | ----- | -------------- | ----------- | --------------- | -------------------------- |
| Toshifumi Tanaka | 37  | Homme | 555 862        | 53,25 ％    | PSJ             | Plus jeune gouverneur élu. |
| Eiji Arima       | 65  | Homme | 476 727        | 45,67 ％    | Parti démocrate |                            |

### 2eélection(1951)
L'élection a lieu le 30 avril 1951 avec un taux de participation de 81,17 ％ (1 735 826 votants sur 2 138 605 inscrits).
| Nom              | Âge | Sexe  | Nombre de voix | Pourcentage | Parti          | Notes                                                 |
| ---------------- | --- | ----- | -------------- | ----------- | -------------- | ----------------------------------------------------- |
| Toshifumi Tanaka | 39  | Homme | 914 764        | 52,70 ％    | PSJ            | Gouverneur sortant                                    |
| Torizō Kurosawa  | 64  | Homme | 777 421        | 44,79 ％    | Sans étiquette | Agriculteur, Fondateur de l'université Rakunō Gakuen. |

### 3eélection(1955)
L'élection a lieu le 23 avril 1955 avec un taux de participation de 77,86 ％ (1 859 308 votants sur 2 388 017 inscrits).
| Nom               | Âge | Sexe  | Nombre de voix | Pourcentage | Parti          | Notes              |
| ----------------- | --- | ----- | -------------- | ----------- | -------------- | ------------------ |
| Toshifumi Tanaka  | 43  | Homme | 1 151 194      | 61,92 ％    | PSJ            | Gouverneur sortant |
| Miyoshi Nishikawa | 52  | Homme | 648 213        | 34,86 ％    | Sans étiquette |                    |

### 4eélection(1959)
L'élection a lieu le 23 avril 1959 avec un taux de participation de 80,94 ％ (2 619 764 votants sur 2 120 389 inscrits).
| Nom              | Âge | Sexe  | Nombre de voix | Pourcentage | Parti                                  | Notes                        |
| ---------------- | --- | ----- | -------------- | ----------- | -------------------------------------- | ---------------------------- |
| Kingo Machimura  | 58  | Homme | 1 092 456      | 51,52 ％    | PLD                                    |                              |
| Setsuo Yokomichi | 48  | Homme | 963 603        | 45,44 ％    | PSJ                                    | Parlementaire (Représentant) |
| Shunyo Oda       | 52  | Homme | 13 370         | 0,63 ％     | Différentes associations progressistes |                              |

### 5eélection(1963)
L'élection a lieu le 15 avril 1963 avec un taux de participation de 79,80 ％ (2 244 227 votants sur 2 812 184 inscrits).
| Nom             | Âge | Sexe  | Nombre de voix | Pourcentage | Parti          | Notes                                   |
| --------------- | --- | ----- | -------------- | ----------- | -------------- | --------------------------------------- |
| Kingo Machimura | 62  | Homme | 1 393 352      | 62,09 ％    | PLD            | Gouverneur sortant                      |
| Tetsuo Ara      | 57  | Homme | 753 480        | 33,57 ％    | PSJ            | Membre de l'assemblée locale d'Hokkaidō |
| Jin Nishidate   | 60  | Homme | 34 064         | 1,52 ％     | PCJ            | Membre de l'assemblée locale d'Hokkaidō |
| Issui Maekawa   | 52  | Homme | 12 178         | 0,54 ％     | Sans étiquette |                                         |

### 6eélection(1967)
L'élection a lieu le 15 avril 1967 avec un taux de participation de 78,15 ％ (2 385 105 votants sur 3 052 025 inscrits).
| Nom             | Âge | Sexe  | Nombre de voix | Pourcentage | Parti          | Notes              |
| --------------- | --- | ----- | -------------- | ----------- | -------------- | ------------------ |
| Kingo Machimura | 66  | Homme | 1 424 532      | 59,73 ％    | PLD            | Gouverneur sortant |
| Shōhei Tsukada  | 48  | Homme | 893 555        | 37,46 ％    | PSJ            |                    |
| Gōji Satō       | 61  | Homme | 17 440         | 0,73 ％     | Sans étiquette |                    |

### 7eélection(1971)
L'élection a lieu le 11 avril 1971 avec un taux de participation de 79,39 ％ (2 657 449 votants sur 3 347 485 inscrits).
| Nom               | Âge | Sexe  | Nombre de voix | Pourcentage | Parti          | Notes |
| ----------------- | --- | ----- | -------------- | ----------- | -------------- | ----- |
| Naohiro Dōgakinai | 60  | Homme | 1,293,690      | 48,68 ％    | PLD            |       |
| Shōhei Tsukada    | 52  | Homme | 1 280 479      | 48,18 ％    | PSJ            |       |
| Kazuichi Sakamoto | 37  | Homme | 34 092         | 1,28 ％     | Sans étiquette |       |

### 8eélection(1975)
L'élection a lieu le 13 avril 1975 avec un taux de participation de 84,28 ％ (2 983 444 votants sur 3 539 876 inscrits).
| Nom               | Âge | Sexe  | Nombre de voix | Pourcentage | Parti          | Notes              |
| ----------------- | --- | ----- | -------------- | ----------- | -------------- | ------------------ |
| Naohiro Dōgakinai | 60  | Homme | '1 628 838     | 54,60 ％    | Sans étiquette | Gouverneur sortant |
| Kōzō Igarashi     | 49  | Homme | 1 324 197      | 44,38 ％    | Sans étiquette | Maire de Asahikawa |

### 9eélection(1979)
L'élection a lieu le 8 avril 1979 avec un taux de participation de 82,41 ％ (3 081 652 votants sur 3 739 528 inscrits).
| Nom               | Âge | Sexe  | Nombre de voix | Pourcentage | Parti          | Notes              |
| ----------------- | --- | ----- | -------------- | ----------- | -------------- | ------------------ |
| Naohiro Dōgakinai | 64  | Homme | 1 732 374      | 56,22 ％    | Sans étiquette | Gouverneur sortant |
| Kōzō Igarashi     | 53  | Homme | 1 310 233      | 42,52 ％    | Sans étiquette | Maire de Asahikawa |
| Kazuichi Sakamoto | 45  | Homme | 14 733         | 0,48 ％     | Sans étiquette |                    |

### 10eélection(1983)
L'élection a lieu le 10 avril 1983 avec un taux de participation de 83,89 ％ (3 282 472 votants sur 3  912 974 inscrits).
| Nom                | Âge | Sexe  | Nombre de voix | Pourcentage | Parti                                                 | Notes             |
| ------------------ | --- | ----- | -------------- | ----------- | ----------------------------------------------------- | ----------------- |
| Takahiro Yokomichi | 42  | Homme | 1 597 590      | 48,67 ％    | Sans étiquette PSJ (soutien)                          | Ancien député PSJ |
| Kenichirō Mikami   | 55  | Homme | 1 526 230      | 46,50 ％    | Sans étiquette PLD, Kōmeitō, PDS, FSD, CNL (soutiens) | Vice-gouverneur   |
| Mutsuo Hirotani    | 54  | Homme | 136 629        | 4,16 ％     | Sans étiquette PCJ (soutien)                          |                   |

### 11eélection(1987)
L'élection a lieu le 12 avril 1987 avec un taux de participation de 78,33 ％ (3 144 906 votants sur 4 014 938 inscrits).
| Nom                | Âge | Sexe  | Nombre de voix | Pourcentage | Parti                        | Notes              |
| ------------------ | --- | ----- | -------------- | ----------- | ---------------------------- | ------------------ |
| Takahiro Yokomichi | 46  | Homme | 2 110 730      | 67,12 ％    | Sans étiquette PSJ (soutien) | Gouverneur sortant |
| Akira Matsuura     | 57  | Homme | 887 306        | 28,21 ％    | Sans étiquette PLD (soutien) |                    |
| Tomiya Yamanobe    | 60  | Homme | 125 604        | 3,99 ％     | Sans étiquette               |                    |

### 12eélection(1991)
L'élection a lieu le 7 avril 1991 avec un taux de participation de 71,79 ％ (2 973 787 votants sur 4 142 283 inscrits).
| Nom                | Âge | Sexe  | Nombre de voix | Pourcentage | Parti                        | Notes              |
| ------------------ | --- | ----- | -------------- | ----------- | ---------------------------- | ------------------ |
| Takahiro Yokomichi | 50  | Homme | 2 054 453      | 69,09 ％    | Sans étiquette PSJ (soutien) | Gouverneur sortant |
| Shizuo Satō        | 49  | Homme | 744 236        | 25,03 ％    | Sans étiquette PLD (soutien) | Ancien député PLD  |
| Toshio Saitō       | 62  | Homme | 131 143        | 4,41 ％     | Sans étiquette               |                    |
| Toshio Tsudzuki    | 60  | Homme | 12 715         | 0,43 ％     | Sans étiquette               |                    |

### 13eélection(1995)
L'élection a lieu le 9 avril 1995 avec un taux de participation de 65,98 ％ (2 854 168 votants sur 4 325 988 inscrits).
| Nom            | Âge | Sexe  | Nombre de voix | Pourcentage | Parti                                                   | Notes                   |
| -------------- | --- | ----- | -------------- | ----------- | ------------------------------------------------------- | ----------------------- |
| Tatsuya Hori   | 59  | Homme | 1 636 360      | 57,33 ％    | Sans étiquette Shinshintō, PSJ, Kōmei (soutiens)        | Vice-gouverneur sortant |
| Hideko Itō     | 51  | Femme | 766 657        | 26,86 ％    | Sans étiquette PLD, LL, NPS, Paix - Citoyens (soutiens) | Ancienne députée PSJ    |
| Yūichirō Miura | 62  | Homme | 191 099        | 6,70 ％     | Sans étiquette                                          |                         |
| Motō Kai       | 48  | Homme | 169 715        | 5,95 ％     | Sans étiquette                                          |                         |
| Michio Misawa  | 59  | Homme | 41 647         | 1,46 ％     | Sans étiquette                                          |                         |

### 14eélection(1999)
L'élection a lieu le 11 avril 1999 avec un taux de participation de 63,73 ％ (2 847 421 votants sur 4 467 814 inscrits).
| Nom          | Âge | Sexe  | Nombre de voix | Pourcentage | Parti                                                           | Notes                                                 |
| ------------ | --- | ----- | -------------- | ----------- | --------------------------------------------------------------- | ----------------------------------------------------- |
| Tatsuya Hori | 63  | Homme | 1 593 251      | 55,95 ％    | Sans étiquette PLD, PDJ, Kōmeitō, Parti libéral, PSD (soutiens) | Gouverneur sortant, ancien vice-gouverneur            |
| Hideko Itō   | 55  | Femme | 810 187        | 28,45 ％    | Sans étiquette                                                  | Avocat, Ancien membre de la Chambre des représentants |
| Seiichi Satō | 50  | Homme | 374 931        | 13,17 ％    | Sans étiquette                                                  |                                                       |

### 15eélection(2003)
L'élection a lieu le 13 avril 2003 avec un taux de participation de 61,81 % (2 804 910 votants sur 4 538 075 inscrits).
| Nom               | Âge | Sexe  | Nombre de voix | Pourcentage | Parti                                             | Notes                                         |
| ----------------- | --- | ----- | -------------- | ----------- | ------------------------------------------------- | --------------------------------------------- |
| Harumi Takahashi  | 49  | Femme | 798 317        | 28,46 %     | Sans étiquette PLD, Kōmeitō (soutiens)            |                                               |
| Yoshio Hachiro    | 55  | Homme | 736 231        | 26,25 ％    | Sans étiquette PDJ, PSD, Parti libéral (soutiens) | Ancien membre de la Chambre des représentants |
| Ken'ichi Isoda    | 58  | Homme | 428 548        | 15,28 ％    | Sans étiquette                                    |                                               |
| Hideko Itō        | 59  | Femme | 371 126        | 13,23 ％    | Sans étiquette                                    | Avocate                                       |
| Yoshihido Sakai   | 58  | Homme | 167 615        | 5,98 ％     | Sans étiquette                                    |                                               |
| Shunroku Wakayama | 64  | Homme | 142 079        | 5,07 ％     | Sans étiquette PCJ (soutien)                      |                                               |
| Norimasa Ueno     | 58  | Homme | 32 119         | 1,15 ％     | Sans étiquette                                    | Chef d'entreprise                             |
| Tokuo Yamada      | 44  | Homme | 28 190         | 1,01 ％     | Sans étiquette                                    |                                               |
| Toshio Tsuzuki    | 72  | Homme | 21 521         | 0,77 ％     | Sans étiquette                                    | Professeur d'Université                       |

### 16eélection(2007)
L'élection a lieu le 8 avril 2007 avec un taux de participation de 64,13 % (2 927 113 votants sur 4 564 275 inscrits).
| Nom              | Âge | Sexe  | Nombre de voix | Pourcentage | Parti                                                    | Notes                                                         |
| ---------------- | --- | ----- | -------------- | ----------- | -------------------------------------------------------- | ------------------------------------------------------------- |
| Harumi Takahashi | 53  | Femme | 1 738 569      | 59,40 %     | Sans étiquette PLD, Kōmeitō (soutiens)                   | Gouverneur sortant                                            |
| Satoshi Arai     | 60  | Homme | 981 994        | 33,55 ％    | Sans étiquette PDJ, PSD, Nouveau parti Daichi (soutiens) | Ancien membre de la Chambre des représentants                 |
| Satoshi Miyauchi | 43  | Homme | 184 969        | 6,32 ％     | PCJ                                                      | Membre du comité de direction de la section d'Hokkaidō du PCJ |